# Rodt (Belgique)
Pour les articles homonymes, voir Rodt.
Rodt est un village de la commune belge de Saint-Vith (en allemand : Sankt Vith) située en Communauté germanophone et en Région wallonne dans la province de Liège.
Avant la fusion des communes de 1977, Rodt faisait partie de la commune de Crombach.
Le 31 décembre 2015, le village comptait 543 habitants.

## Situation et description
Rodt est un village assez étendu implanté à la naissance d'un vallon. L'environnement est constitué de prairies. Au nord-ouest, s'étendent de grands espaces forestiers. 
Le village se situe à 4 km à l'ouest de la ville de Saint-Vith et à 2 km de la sortie n°14 de l'autoroute E42 où est implanté le parc économique de Saint-Vith 2. La route nationale 675 Vielsalm - Saint-Vith traverse la localité.
Rodt avoisine aussi les localités d'Ober-Emmels, Hunnange, Crombach et Hinderhausen. L'altitude du village varie de 490 m à 570 m (510 m à l'église).

## Patrimoine
L'église est dédiée à Saint Corneille (Sankt Kornelius Kirche). Elle a été bâtie en moellons de grès dans un style contemporain. Le portail est surmonté par un ensemble de cinq lignes verticales de vitraux. La tour carrée du clocher se dresse latéralement (du côté est) à la nef.

## Activités et tourisme
Une école communale se trouve au centre de la localité.
Rodt possède depuis 1989 un musée de la bière. Il présente une collection d'environ 4 000 bouteilles de bières provenant de 140 pays, des ustensiles historiques de brasserie et des matières premières pour la fabrication de bière. Il se situe au lieu-dit Tomberg (nord et sommet du village),.
En hiver, si l'enneigement est suffisant, des pistes de ski de fond parcourent les environs de Rodt.